# پروانه شاهدخت جوان
پروانه شاهدخت جوان (نام علمی: Neope niphonica) از گونه‌های آسیایی شرقی است که در سال ۱۸۸۱ توصیف علمی شد. در کشور ژاپن از این پروانه زیاد دیده شده‌است. به این پروانه در
ژاپن Hime-uranami-Janome می‌گویند. Hime در زبان ژاپنی 
شاهدخت جوان ترجمه می‌شود. uranami نیز به معنی وجود شکل‌ها و طرح‌های موجی بر روی بال پروانه است.

## نگارخانه

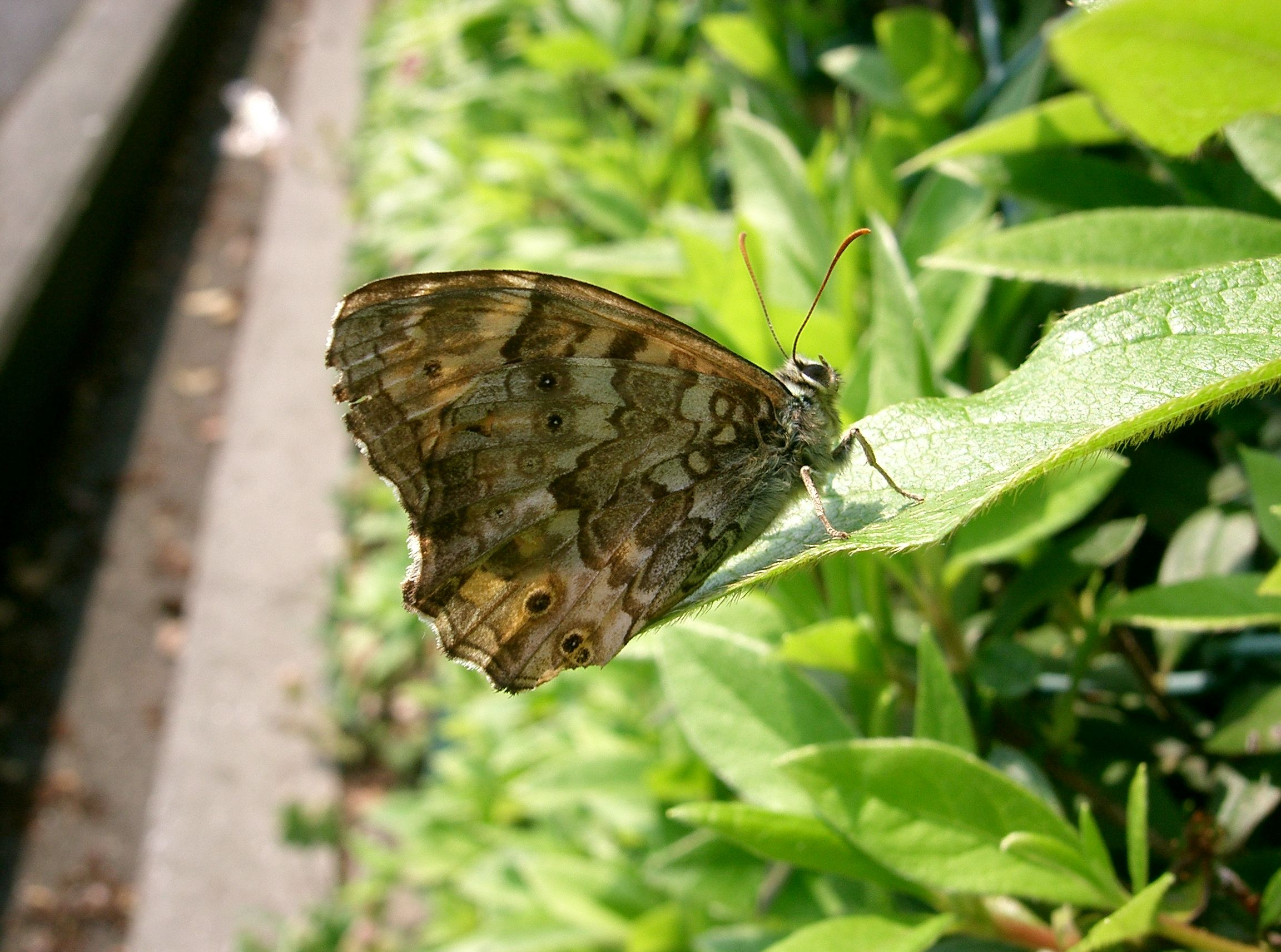
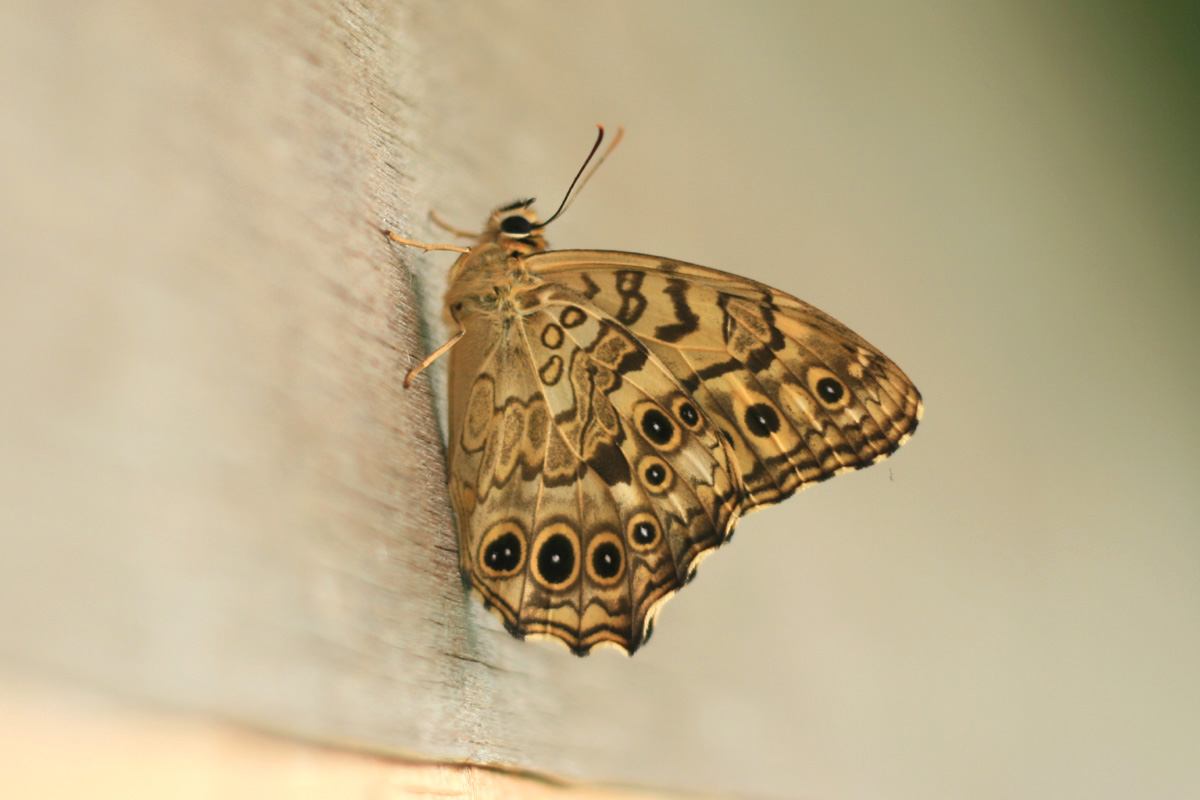
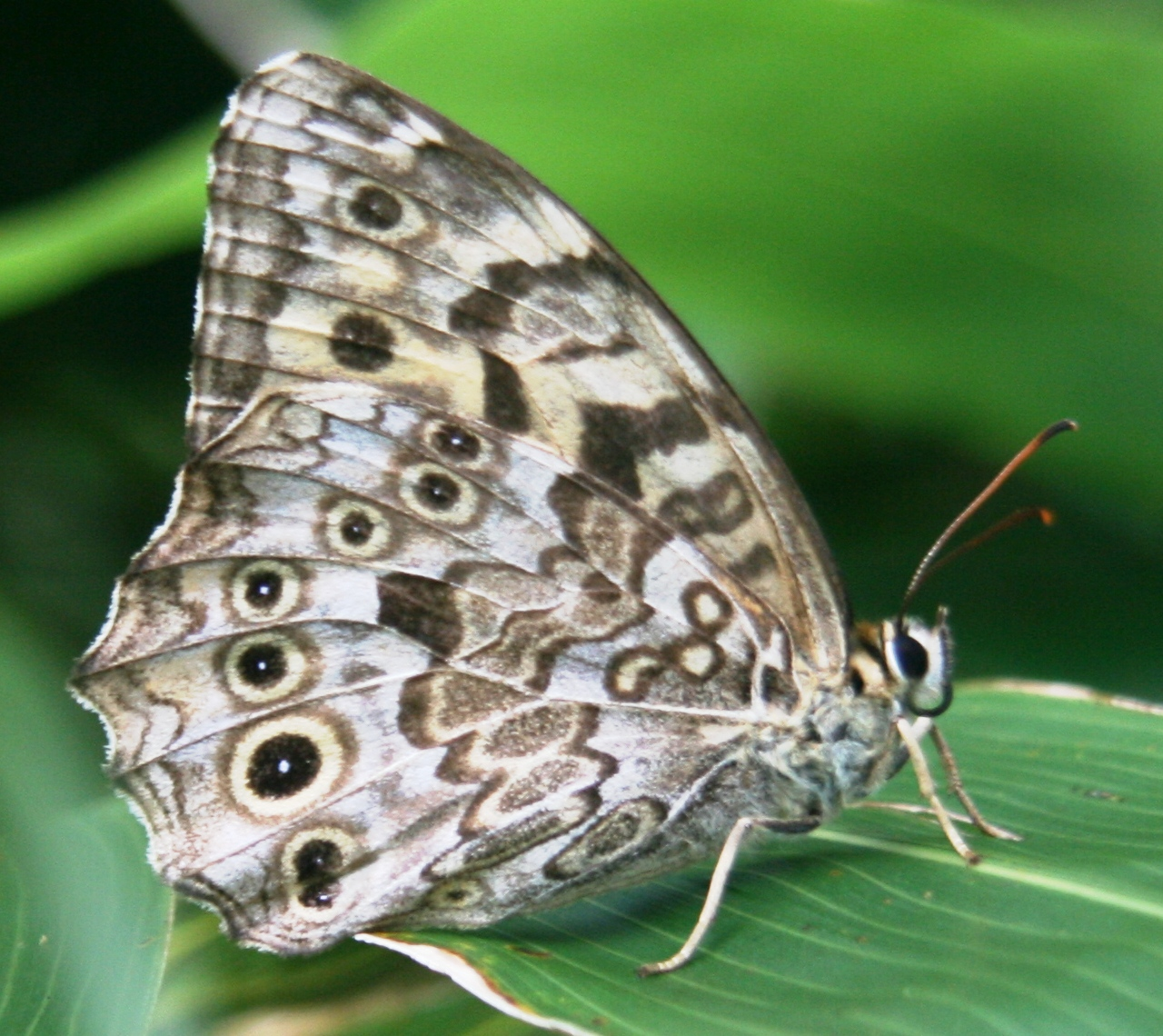